# Schulter (Oklahoma)
Schulter es un pueblo ubicado en el condado de Okmulgee en el estado estadounidense de Oklahoma. En el año 2010 tenía una población de 509 habitantes y una densidad poblacional de 221,3 personas por km².

## Geografía
Schulter se encuentra ubicado en las coordenadas 35°30′49″N 95°57′23″O / 35.51361, -95.95639 (35.513628, -95.956432).

## Demografía
Según la Oficina del Censo en 2000 los ingresos medios por hogar en la localidad eran de $26,818 y los ingresos medios por familia eran $35,500. Los hombres tenían unos ingresos medios de $31,667 frente a los $20,417 para las mujeres. La renta per cápita para la localidad era de $12,539. Alrededor del 15.9% de la población estaban por debajo del umbral de pobreza.